# Erfahrung
Als Erfahrung bezeichnet man die durch Wahrnehmung und Lernen erworbenen Kenntnisse und Verhaltensweisen oder im Sinne von „Lebenserfahrung“ die Gesamtheit aller Erlebnisse, die eine Person jemals hatte, einschließlich ihrer Verarbeitung.

## Allgemeines
Nach Jürgen Mittelstraß ist mit Erfahrung gewöhnlich „die erworbene Fähigkeit sicherer Orientierung [und] das Vertrautsein mit bestimmten Handlungs- und Sachzusammenhängen ohne Rekurs auf ein hiervon unabhängiges theoretisches Wissen“ z. B. wissenschaftlicher Art gemeint: wegen der bei jedem Erleben stets mitlaufenden, zum größten Teil automatischen und dabei psychologisch gesehen assoziativen sowie zumindest nachträglichen bewussten geistigen (gedanklichen oder kognitiven) Verarbeitung und darauf beruhendem Wissen und Können einer Person mitsamt dazugehörigen Ansichten, Überzeugungen und Prinzipien evtl. bis hin zu ihrer individuellen, selbst gewählten und bestimmten Lebensführung und ihrem Lebensstil sowie sonstigen Verhaltensweisen, die sich in Reaktion auf die eigenen Erlebnisse aufgrund nicht weiter reflektierter bloßer Lernvorgänge mit der Zeit als Gewohnheiten herausgebildet haben.
In der Wissenschaft spricht man anstelle von gewöhnlich eher persönlich gemeinter Erfahrung von „Empirie“. Denn für wissenschaftliche Aussagen ist gefordert, dass sie auf der Grundlage systematischer und intersubjektiv bestätigter Beobachtungen zustande kommen, wozu beispielsweise methodische streng kontrollierte Messungen oder Experimente gehören können. Wissenschaften auf einer derartigen methodisch geordneten Grundlage werden zur Unterscheidung von individuell zufälligem oder persönlichem Erfahrungswissen mit dem Anspruch auf höhere Verlässlichkeit Erfahrungswissenschaften oder Empirische Wissenschaften genannt. Nach Oswald Schwemmer unterliegen alle Erfahrungswissenschaften demselben wissenschaftlichen Erklärungsmodell, auch die von ihm Kultur-, gewöhnlich aber Geisteswissenschaften genannten Wissenschaftsdisziplinen, in denen lediglich die Begründungspflichten komplexer sind als in Naturwissenschaften. Diese gelten weithin zwar als Paradebeispiele für Erfahrungswissenschaften, doch gehört jede auf dokumentierten Fakten beruhende Forschung etwa historischer Art – angefangen von der Kosmologie über die Evolutionstheorie und Archäologie, die Etymologie und Sprachwissenschaft bis hin zur Geschichtswissenschaft – zu den Erfahrungswissenschaften. (Religionswissenschaft unterscheidet sich deswegen in ihrer erfahrungswissenschaftlichen Grundlage von Theologie).

## Begriffsbestimmungen
Erfahrung war ursprünglich vor allem ein philosophischer und religiös-affektiver Begriff, der im Mittelalter zusätzlich eine naturwissenschaftliche Bedeutung erhielt.
Der Schriftsteller William Saroyan schrieb einmal: „Erfahrung ist die Summe der begangenen Fehler, dividiert durch die eigene Dummheit.“
Im Alltag  bezeichnet allgemein Lebenserfahrung das im Laufe eines Lebens gewonnene erprobte und bewährte Wissen. Berufserfahrung bedeutet, jemand übte lange eine bestimmte berufliche Tätigkeit aus, legte sich – mit vielen verschiedenen Situationen konfrontiert, die gemeistert werden mussten – ein breitgefächertes Wissen zu.
Unter Erfahrungsaustausch versteht man meistens das gegenseitige Lernen. Positive/gute und negative/schlechte Erfahrungen stehen überwiegend für die hinterlassene Wirkung von in der Vergangenheit Erlebtem, das man nachträglich für sein Leben interpretiert und bewertet.
Man spricht auch von religiösen Erfahrungen (→ Transzendentale Erfahrung!) als der Begegnung des Menschen im weitesten Sinne mit dem Transzendenten und den weiterhin in Form von Kontemplationen erlebten Eindrücken, wie zum Beispiel von der mystischen Erfahrung.
In der Pädagogik unterscheidet man zwischen Primärerfahrung und Sekundärerfahrung. Primärerfahrungen sind unmittelbare Erfahrungen, die in direktem Kontakt mit Mitmenschen oder mit einem Objekt gemacht werden. Erfahrungen, die man aus der Wahrnehmung anderer übernimmt, sind Sekundärerfahrungen. Hierzu zählen beispielsweise Erfahrungen, die durch Massenmedien vermittelt werden.
In der Entwicklungspsychologie ist Erfahrung das im Gehirn gespeicherte Ereignis, ohne welches Lernprozesse und die menschliche Gesamtentwicklung nicht denkbar (oder möglich) sind. Das Gegenteil der mit Ereignissen verbundenen Situation ist die Monotonie, von der in der Regel keine förderlichen Wirkungen (für Lernprozesse) ausgehen. Monotonie be- oder verhindert Entwicklungsfortschritt (beim Menschen, bei Säugetieren). Insofern ist Erfahrung die Grundvoraussetzung für entwicklungspsychologischen Fortschritt.
Allgemein unterscheidet man eine innere Erfahrung von äußerer Erfahrung. Äußere Erfahrung bezieht sich auf das Erleben von „äußeren“, d. h. in der Umgebung stattfindenden Ereignissen, während innere Erfahrungen sich vollständig im Bereich der Vorstellung, des Denkens oder Fühlens abspielen können (→ Selbsterfahrung).

## Unmittelbarkeit und Vermittlung von Erfahrung
In der Erkenntnistheorie stehen eine Reihe dem Begriff der Erfahrung verwandter oder zum Teil häufiger verwendeter Begriffe zur Verfügung. So kann Erfahrung an Phänomenen wie Wissen, Fähigkeiten, Überzeugungen und Meinungen oder auch an der Herausbildung individueller wie kultureller Weltbilder maßgeblich beteiligt sein. Der Erfahrungsbegriff betont dabei im Unterschied zu anderen möglichen Formen des Wissens, dass dieses durch unmittelbares, persönliches Erleben zustande gekommen ist. Erfahrung ist immer nur auf ein bestimmtes Subjekt beziehbar, das allerdings im Grenzfall auch die gesamte Menschheit sein kann.
Wissen, Kenntnisse und Fähigkeiten können sowohl auf eigener Erfahrung wie auch auf der Erfahrung Anderer beruhen, die ihre Erfahrungen durch Erzählungen, Berichte, Unterricht oder auch Massenmedien weitergeben. Sie sind dann für den Empfänger des Wissens keine Erfahrungen im engeren Sinne mehr, sondern „bloßes, abstraktes Wissen“. Jede selbst und unmittelbar gewonnene Erkenntnis einer Person dagegen ist von einer in Erlebnisprozessen vor sich gehenden Ausbildung von Emotionen, Motivationen und Willensentscheidungen begleitet. Erscheinen andere Erkenntnisformen gleichsam „entsubjektiviert“, „wertfrei“ – etwa bestimmte Theorien, Wissenssysteme, Kenntnisse –, so ist dies bei der Erfahrung niemals der Fall.

## Erfahrung und Empirie in der Wissenschaft
Die Ebene der Erfahrung spielt in der Wissenschaft eine zentrale Rolle. Insbesondere Naturwissenschaften, aber auch Geisteswissenschaften beziehen sich zur Legitimation ihrer Aussagen auf erfahrbare, sinnliche, manchmal auch messbare Größen. In der Wissenschaft ist jedoch der Begriff Empirie üblicher, um die erfahrungsbasierte Produktion von Wissen zu bezeichnen. Hierzu gehört vor allem die wissenschaftliche Methode, das streng kontrollierte Beobachten und Messen der Untersuchungsgegenstände oder ihr kontrolliertes Neu-Arrangement im Experiment. „Empirisch“ oder „erfahrungsbasiert“ ist eine Wissenschaft dann, wenn ihre Ergebnisse durch Dritte und deren eigene Erfahrung jederzeit nachprüfbar und verifizier- oder falsifizierbar sind.
Während sich eine ganze Reihe von Wissenschaften als Empirische Wissenschaften und damit als erfahrungsbasiert verstehen, spielt der Begriff der Erfahrung explizit nur in einigen philosophisch-weltanschaulichen Strömungen, insbesondere im Pragmatismus, etwa bei Wilhelm Dilthey oder John Dewey, eine zentrale Rolle.

## Philosophische Ansätze
Verallgemeinernd lässt sich feststellen, dass der Begriff der Erfahrung in der Philosophie nicht eindeutig verwendet wird. Er lässt sowohl materialistische wie auch idealistische Schlussfolgerungen zu und bedarf in konkreten Verwendungszusammenhängen einer eindeutigen wissenschaftlichen und philosophischen Präzisierung. Gerade die Vieldeutigkeit des Erfahrungsbegriffs ist eine der Ursachen sowohl für die vielen divergierenden Definitionen als auch für die zahlreichen philosophiegeschichtlichen Verwendungs- und Deutungsweisen. Philosophiegeschichtlich verläuft die Diskussion der Erfahrungsproblematik weitgehend parallel zu der der Erkenntnisproblematik. Rudolf Eisler unterscheidet drei Traditionslinien:
„Der Empirismus wertet die Erfahrung als einzige Quelle der Erkenntnis, der Rationalismus schreibt dem Denken überempirische Erkenntniskraft zu, der Kriticismus betont in verschiedener Weise die Notwendigkeit des Zusammenwirkens von Erfahrung und Denken.“
In Anlehnung an Immanuel Kant kann man erstere auch als aposteriorische, die zweite als apriorische, die dritte als dualistische Traditionslinien bezeichnen.

### Neuzeitliche Philosophie
Obwohl man diese Sichtweise auf die Betrachtungen antiker und mittelalterlicher Philosophie ausdehnen kann, sollen hier nur einige philosophische Ansätze der neueren Zeit erwähnt werden. Empirische Ansätze setzen Erfahrung mit Wahrnehmung mehr oder weniger gleich und betrachten sie in der Regel als zentrale Kategorie ihrer philosophischen Systeme. Francis Bacon betonte zuerst, mit Blick auf die Entstehung der modernen Wissenschaften, den Wert der methodisch geleiteten Erfahrung gegenüber der Alltagserfahrung. Thomas Hobbes betrachtete die sinnliche Wahrnehmung als Quelle der Ideen, aus der alles Wissen stammt, und trennt strikt die Empfindung vom Denken ab. John Locke nimmt an, dass alles Wissen aus äußerer oder innerer Erfahrung stamme, der Geist lediglich die Verbindung, Trennung und Generalisation des Erfahrenen diene und die Seele eine tabula rasa sei: Nichts sei im Verstand, was nicht zuvor in den Sinnen war. George Berkeley und David Hume nutzten die Anschauungen Lockes zur Ableitung ihrer empiristischen Systeme. Gottfried Wilhelm Leibniz erweitert diese Ansicht: Es ist nichts im Verstand, was nicht zuvor in den Sinnen war – außer dem Intellekt selbst. Er deutet damit bereits auf dualistische und sogar dialektische Möglichkeiten hin.
Rationalistische Ansätze, insbesondere die des klassischen objektiven Idealismus, sehen die Erfahrung den a priori (entweder eingeborenen oder gedanklich) vorerarbeiteten Ideen und Gedanken nachgeordnet. René Descartes und Spinoza sehen in der Vernunft die primäre Erkenntnisquelle, obwohl sie die Tatsache des Erfahrungsmachens durchaus akzeptieren. Besonders Descartes’ Gedanke von den „eingeborenen Ideen“ (Ideae innatae) wirkt prägend bis in die Neuzeit (zum Beispiel bei Noam Chomsky). Fichte betrachtet das System unserer Vorstellungen als Erfahrung. Nach Hegel ist die Erfahrung von den Bestimmungen des reinen Denkens unabhängig. Schelling lässt neben der gewöhnlichen Erfahrung als Gewissheit, die wir von äußeren Dingen und deren Beschaffenheit durch die Sinne erhalten, auch offenbartes Übersinnliches und Göttliches als „höhere“ Empirie gelten. Arthur Schopenhauer betrachtet Erfahrung als all das, was im empirischen Bewusstsein vorkommen kann. Viele Neukantianer stehen ebenfalls eher auf rationalistischen Positionen, so Otto Liebmann, Hermann Cohen und Paul Natorp.

### Immanuel Kant sowie der Positivismus
Wichtigster Ursprung „dualistischer“ Ansätze ist das völlig neue Erfahrungsverständnis, das Immanuel Kant in die Philosophie einführte. Kant verwendete den Begriff erstens in außerordentlich breitem, die Erkenntnis im weitesten Sinne umfassenden Verständnis. Erfahrung bezeichnet für ihn sowohl den Gegenstand als auch die Methode der Erkenntnis, den denkgesetzlichen Zusammenhang aller Funktionen der Erkenntnis: Produkt der Sinne und des Verstandes. In dem Ganzen aller möglichen Erfahrung liegen all unsere Erkenntnisse. Zweitens differenziert und strukturiert er aber diesen Erfahrungsbegriff tiefgründig. Einerseits ist ihm Erfahrung die Erkenntnis der Objekte durch Wahrnehmungen, eine Synthesis der Wahrnehmungen, bedeutet somit einen stets fortschreitenden Erkenntnisprozess und liefert empirische, objektiv gültige Erkenntnisresultate.
Dies ist aber nichts weniger als ein empiristischer Zugang. Denn andererseits stellt er klar fest, dass der Verstand durch seine Begriffe (das heißt der Kategorien) selbst Urheber der Erfahrung ist, dass die Verstandesgrundsätze, als synthetische Erkenntnisse a priori, die Erfahrung antizipieren. Drittens wird damit Erfahrung in das Wechselspiel der Apriori und Aposteriori eingefügt und eine bis heute gültige Frage gestellt: Inwieweit wird die sinnliche Wahrnehmung und die kognitive Verarbeitung des Wahrgenommenen durch bereits vorhandene – phylogenetisch oder ontogenetisch oder gesellschaftlich erworbene – Mechanismen determiniert, die von den Rezeptorkonfigurationen und den Möglichkeiten und Grenzen der neuralen Selbstorganisation bis zu den gesellschaftlich vorgegebenen Erkenntnissen, Einstellungen und Wertungen reichen?
Der Positivismus so unterschiedlicher Denker wie John Stuart Mill, Auguste Comte, Karl Eugen Dühring, Richard Avenarius, Joseph Petzold, Ernst Mach und vieler anderer knüpft an den klassischen Empirismus an und versucht auf unterschiedliche Weise wiederum die (verabsolutierte, reine) Erfahrung zur Quelle allen wahren Wissens zu bestimmen.

### Zur Aufgabe der Klärung der inneren Erfahrung
Als Aufgabe bleibt unter anderem zu klären, einen erweiterten Zugang zur inneren Erfahrung zu finden, dies also nicht nur im Sinne der relativen Apriori. So wird im Rahmen der Selbstorganisationstheorie, insbesondere hier die Autopoiesistheorie von Humberto Maturana, auf die Entstehung von geistig Neuem ohne jeglichen Anstoß von außen hingewiesen.

## Soziologischer Ansatz: Erfahrung nach Oskar Negt
Der marxistische Soziologe Oskar Negt benutzte Anfang der 1960er Jahre einen Begriff der Erfahrung, der unter anderem für die Gewerkschaftliche Bildungsarbeit zentral wurde. Er entwickelte seine Position in Soziologische Phantasie und exemplarisches Lernen von 1964 und in dem mit Alexander Kluge verfassten Buch Öffentlichkeit und Erfahrung von 1972. Erfahrungen sind nach Negt einerseits spezifische Produktionsformen der Verarbeitung von Realität, andererseits aktive Reaktionen auf diese Realität. Obschon Erfahrungen individuell „durch die Köpfe von einzelnen Menschen hindurch“ gehen müssen, sind sie „Momente einer durch Begriffe und durch Sprache vermittelten schöpferischen Auseinandersetzung mit der Realität, mit der Gesellschaft“.
Für die Arbeiterbildung heißt dies, dass diese an den kollektiven Erfahrungen der Arbeiter ansetzen müsse. Eine Bildungsarbeit, die von kollektiven Erfahrungen ausgehe, laufe weniger Gefahr, Halbbildung zu vermitteln. Bis heute spricht man in der Gewerkschaftlichen Bildungsarbeit vom „Erfahrungsansatz“.

## Lebenserfahrung bei Richtern
Die persönliche Lebenserfahrung ist die Grundlage der Beweiswürdigung bei Richtern. Diese müssen drei wesentliche Voraussetzungen für ihr Richteramt mitbringen, nämlich außer Lebenserfahrung auch Subsumtion und logisches Denkvermögen. Lebenserfahrung spiegelt Einsichten der Richter, die verallgemeinernd aus der Beobachtung von Einzelfällen gewonnen wurden. Sie kann sich so verdichten, dass ihre Beachtung schlechthin zwingend ist. „Erfahrungssätze sind die aufgrund allgemeiner Lebenserfahrung oder wissenschaftlicher Erkenntnisse gewonnenen Regeln, die keine Ausnahme zulassen und eine an Sicherheit grenzende Wahrscheinlichkeit zum Inhalt haben“. Die Anwendung der Lebenserfahrung ist eine Aufgabe tatrichterlicher Würdigung, die keiner Rechtskontrolle des Revisionsgerichts unterliegt. Allerdings bedürfen offenkundig erfahrungswidrige Tatsachenfeststellungen kraft Lebenserfahrung der Überprüfung im Revisionsverfahren.

## Video
- Manfred Spitzer: Erfahrung, BR-alpha-Reihe „Geist und Gehirn“, Folge 12 (ca. 15 Minuten).